# Жукі (гміна Тучна)
Жукі (пол. Żuki) — село в Польщі, у гміні Тучна Більського повіту Люблінського воєводства. Населення — 126 осіб (2011).

## Історія
За німецьким переписом 1940 року, у селі проживало 375 поляків.
Як звітував командир сотні УПА Іван Романечко («Ярий») у лютому 1946 року, значну частину населення села становили «калакути» («перекидчики») — українці, які прийняли римо-католицтво й вважали себе поляками.
У 1975—1998 роках село належало до Білопідляського воєводства.

## Демографія
Демографічна структура станом на 31 березня 2011 року:
|          | Загалом | Допрацездатний вік | Працездатний вік | Постпрацездатний вік |
| -------- | ------- | ------------------ | ---------------- | -------------------- |
| Чоловіки | 60      | 10                 | 37               | 13                   |
| Жінки    | 66      | 9                  | 25               | 32                   |
| Разом    | 126     | 19                 | 62               | 45                   |